# Milan Gaľa
Milan Gaľa (ur. 21 stycznia 1953 w Jarovnicach, zm. 1 czerwca 2012 w Koszycach) – słowacki polityk, dentysta, poseł do Parlamentu Europejskiego V i VI kadencji (2004–2009).

## Życiorys
Ukończył studia medyczne na Uniwersytecie Pavla Jozefa Šafárika w Koszycach, specjalizował się w zakresie stomatologii. Do 1992 praktykował w zawodzie dentysty w różnych placówkach zdrowotnych.
Na początku lat 90. zaangażował się w działalność Chrześcijańskiego Ruchu Demokratycznego (KDH). W 2000 został członkiem Słowackiej Unii Chrześcijańskiej i Demokratycznej – Partii Demokratycznej (SDKÚ-DS). Wszedł w skład rady krajowej partii oraz władz regionalnych w kraju preszowskim.
W 1992 został posłem do Zgromadzenia Federalnego Czechosłowacji. W 1994, 1998 i 2002 był wybierany w skład Rady Narodowej. Pełnił funkcję doradcy premiera Mikuláša Dzurindy ds. zdrowia. Pełnił szereg funkcji w samorządzie, m.in. jako zastępca burmistrza w Lipanach, radnego miejskiego i posła do sejmiku kraju preszowskiego.
Był obserwatorem w PE, a od maja do lipca 2004 eurodeputowanym V kadencji w ramach delegacji krajowej. W wyborach w 2004 uzyskał mandat europosła VI kadencji z listy SDKÚ-DS. Zasiadał m.in. w grupie chadeckiej oraz Komisji Kultury i Edukacji. W 2009 bez powodzenia ubiegał się o reelekcję, otrzymując 11 tys. głosów. W następnym roku uzyskał mandat posła do Rady Narodowej, który wykonywał do 2012.